# Вознесенівка (Лискинський район)
Вознесенівка (рос. Вознесеновка) — село у Лискинському районі Воронезької області Російської Федерації.
Населення становить 1095 осіб. Входить до складу муніципального утворення Давидовське міське поселення.

## Історія
Населений пункт розташований у межах українського етнічного та культурного регіону Східної Слобожанщини. До Перших визвольних змагань належав до Воронезької губернії.
Від 1928 року належить до Лискинського району, спочатку в складі Центрально-Чорноземної області, а від 1934 року — Воронезької області.
Згідно із законом від 15 жовтня 2004 року входить до складу муніципального утворення Давидовське міське поселення.

## Населення
| 2010 | 2014  | 2015  | 2016  |
| ---- | ----- | ----- | ----- |
| 1053 | ↗1078 | ↗1087 | ↗1095 |